# Bommathanahalli, Pavagada
Bommathanahalli là một làng thuộc tehsil Pavagada, huyện Tumkur, bang Karnataka, Ấn Độ.